# Caves Branch
Caves Branch är ett vattendrag i Belize. Det ligger i distriktet Cayo, i den centrala delen av landet, 18 km öster om huvudstaden Belmopan.